# Греко-персидская война (480—479 до н. э.)
Греко-персидская война 480—479 годов до н. э. или Вторая греко-персидская война — военный конфликт между некоторыми греческими городами-государствами, объединившимися в Эллинский союз, и Персидской державой. Является составной частью греко-персидских войн.

## Предыстория
Греческие города-государства Афины и Эретрия помогали родственным греческим полисам Ионии в их неудачном восстании против власти персидского царя Дария в 499—494 годах до н. э. Персидская империя на тот момент была достаточно молода. Её часто сотрясали восстания покорённых народов. Повстанцам, совместно с афинянами, удалось захватить и сжечь важный город империи и столицу сатрапии Сарды. Дарий желал отомстить участвовавшим в восстании грекам, которые были ему неподвластны. Геродот так описывает реакцию Дария на взятие Сард:

А царь Дарий между тем получил известие о взятии и сожжении Сард афинянами и ионянами […] Услышав эту весть, прежде всего, как говорят, царь, не обратив никакого внимания на ионян (он прекрасно знал, что этим-то, во всяком случае, придётся дорого заплатить за восстание), спросил только, кто такие афиняне. […] он сказал: «Зевс! Дай мне отомстить афинянам»

Также Дарий видел возможность покорить разрозненные древнегреческие города. В 492 г. до н. э. во время военной экспедиции персидского военачальника Мардония была завоёвана Фракия, Македония признала верховную власть персидского царя. Таким образом, персы обеспечили своему сухопутному войску проход к территории Древней Греции.

Карта государства Ахеменидов

В 491 году до н. э. Дарий отправил послов во все независимые греческие города с требованием «земли и воды», что соответствовало покорности и признанию власти персов. Осознавая силу и военную мощь государства Ахеменидов, все города древней Эллады, кроме Спарты и Афин, приняли унизительные требования. В Афинах послы были преданы суду и казнены. В Спарте их сбросили в колодец, предложив взять оттуда земли и воды.
В 490 году до н. э. был направлен персидский флот под командованием Датиса и Артаферна для покорения Афин. По пути к Афинам была покорена и разрушена Эретрия. Войско высадилось на территории Аттики, но было разбито афинянами и платейцами в битве при Марафоне.
После этой неудачной экспедиции Дарий стал собирать огромное войско для покорения всей Греции. Его планам помешало восстание в Египте в 486 году до н. э., а вскоре Дарий умер. Трон занял его сын Ксеркс. Подавив египетское восстание, Ксеркс продолжил подготовку к походу на Грецию. Войско было собрано из многих народов громадной империи. Кроме сухопутного войска у Ксеркса был мощный флот, снаряжённый прибрежными и островными народами, входящими в его государство.
После смерти Мильтиада Фемистокл, используя своё влияние на беднейшие слои населения, стал одним из самых влиятельных политиков в Афинах. Промежуток между марафонской битвой и вторжением Ксеркса антиковед Суриков называет «эпохой Фемистокла». В то время как персы собирали армию для завоевания Эллады, афинский политик способствовал созданию мощного флота. У афинян был обычай делить между собою доходы от серебряных рудников в Лаврионе. Собственником этих рудников было государство. После падения тиранов государственное имущество стало считаться собственностью всех граждан. Если после покрытия всех государственных потребностей в кассах оставались значительные суммы, то этот излишек делился между афинянами. Фемистокл предложил направить получаемые средства на постройку кораблей. Предложение было воспринято весьма неоднозначно. Принимая его, каждый афинянин лишался хоть и небольшого, но верного денежного пособия, предоставляемого государством. Готовя корабли для войны с персами, Фемистокл понимал, что афиняне не согласятся с ним, так как не считают разбитых под Марафоном варваров серьёзной угрозой. Поэтому он убедил сограждан, что новые корабли и мощный флот необходимы для войны с Эгиной — островом, который вёл непрерывную войну с Афинами.
Этим планам противостояла аристократия во главе с Аристидом. Внедрение в жизнь планов Фемистокла по созданию 200 кораблей привело к увеличению поденной платы, а также удорожанию жизни. Разногласия между ними накалились настолько, что было принято решение провести процедуру остракизма, чтобы восстановить спокойствие в городе: Аристид был изгнан, и Фемистокл мог проводить свою политику, не опасаясь его противодействия.
В 481 г. до н. э. состоялся конгресс 30 древнегреческих государств, на котором было принято решение сообща отражать предстоящее вторжение персов. В данном союзе наибольшей военной мощью обладали Афины и Спарта. При этом спартанцы имели сильное сухопутное войско, а афиняне морской флот, созданный вследствие проведённых ранее Фемистоклом реформ и нововведений. Коринф и Эгина, другие греческие государства с сильным флотом, отказались передавать его под командование афинян. В качестве компромисса командование над морскими силами было возложено на Спарту и её военачальника Еврибиада.

## Силы сторон

### Персидская держава

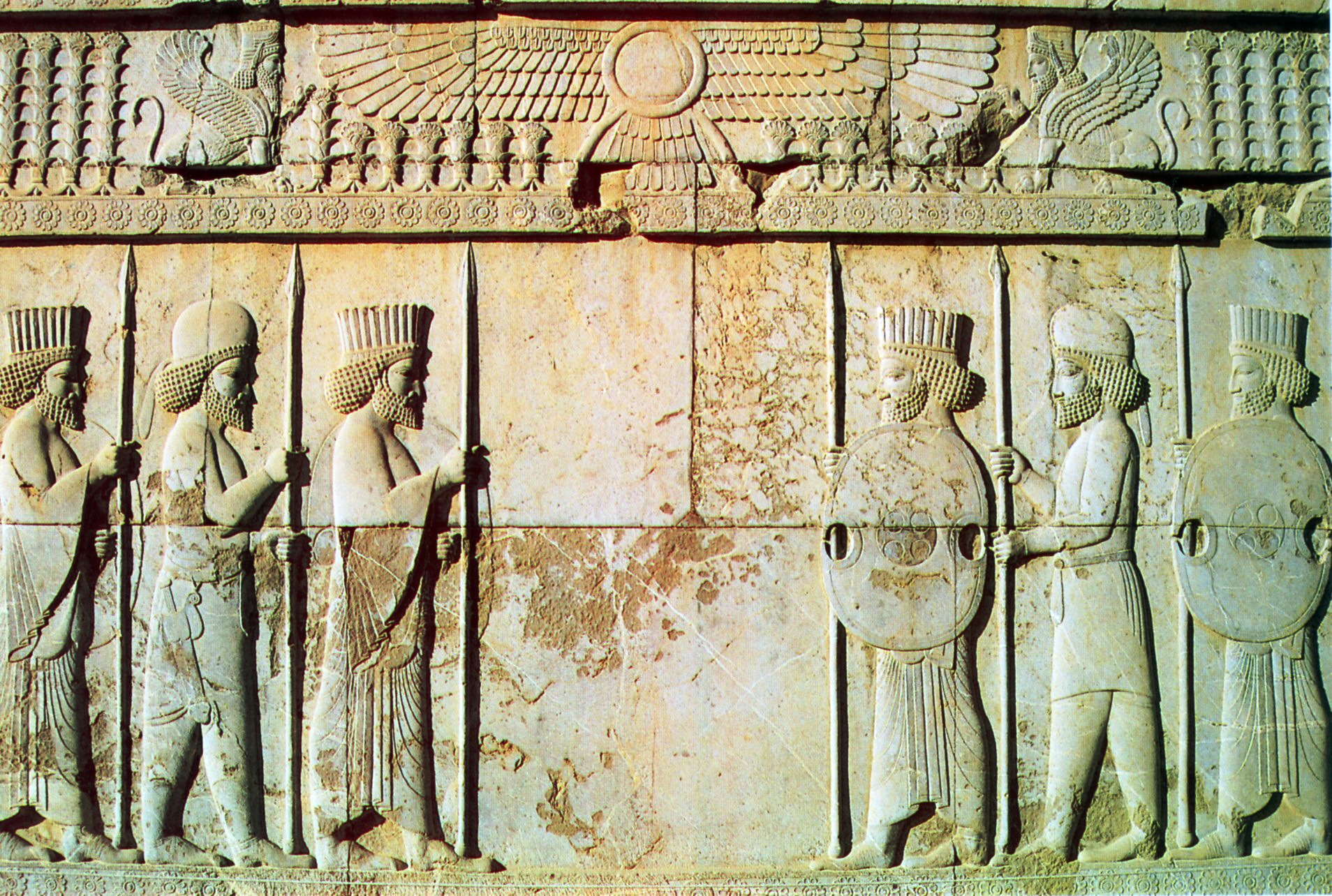
Персидские и мидянские воины. Барельеф на стене дворца в Персеполе

Различные античные источники дают противоречивые сведения о численности армии Ксеркса. Согласно Геродоту персидское войско состояло из около 2,64 миллиона воинов и такого же количества обслуживающего армию персонала. Согласно древнегреческому поэту Симониду она насчитывала 4 миллиона человек, а Ктесию Книдскому — 800 тысяч. Современные историки отвергают приведенные древними цифры на основании логистики, изучения военной системы империи Ахеменидов, невозможности обеспечения провиантом такого количества людей.
Исследователи сходятся в том, что античные историки значительно преувеличили численность вторгшихся на территорию Греции войск. Это могло быть вызвано характерным для победителей преувеличением сил противника либо вследствие дезинформации со стороны персов при подготовке к походу. Большинство современных историков склоняется к числу в 200—250 тысяч. Минимальная оценка численности армии Ксеркса приводится военным историком Гансом Дельбрюком. Он считал, что в персидской армии находилось 60—80 тысяч человек. Независимо от реальной численности вторгшегося на территорию Греции войска, оно было беспрецедентно большим для того времени. Ксеркс намеревался покорить Элладу за счёт подавляющего численного превосходства как сухопутных, так и морских сил.
Согласно Геродоту, оно включало персов, мидян, киссиев, гиркан, ассирийцев, бактрийцев, саков, индийцев, ариев, парфян, хорасмиев, согдийцев, гандариев, дадиков, каспиев, сарангов, пактиев, утиев, миков, париканиев, арабов, эфиопов, ливийцев, пафлагонцев, лигиев, матиенов, мариандинов, сирийцев, фригийцев, лидийцев, мисийцев, фракийцев, писидийцев, кабалиев, милиев, мосхов, тибаренов, макронов, маров, колхов и моссиников.

### Эллинский союз
Получив известие о подготовке Ксеркса, греки созвали (481 год до н. э.) на Коринфском перешейке конгресс, на котором участвовали представители Пелопоннесского союза, Афин, Платей, Феспии, Кеоса, некоторых из эвбейских городов. Был провозглашён всеобщий мир, чем завершилась борьба между Афинами и Эгиной. Союзный совет отправил во все свободные греческие города послов, приглашая всех к участию в войне и взывая к её национальному характеру. Посольство, однако, не имело успеха. Ахайя, Аргос, Фивы, Крит, Керкира, тираны Сиракуз и Акраганта уклонились от участия в будущей войне.

## 480 год до н. э.

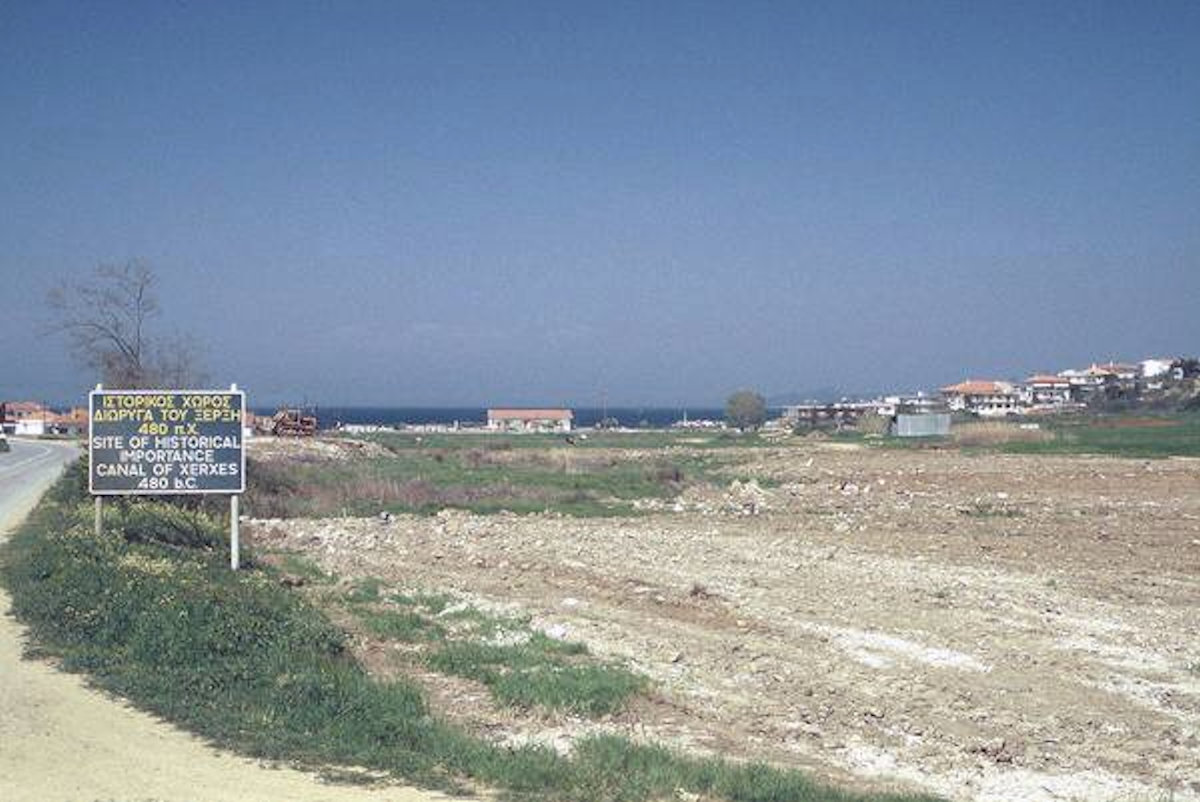
Высохшее русло «Ксерксова канала»

Для переправки огромного войска царь приказал соорудить понтонный мост между Европой и Азией через Геллеспонт. У Ксеркса также были и другие амбициозные планы (в частности, сделать полуостров Айон-Орос островом — прорыть канал для своих судов). Об эксцентричности Ксеркса также свидетельствует его реакция на то, что во время бури был уничтожен недавно построенный мост через пролив. Он приказал палачам сечь море, приговаривая: «О ты, горькая влага Геллеспонта! Так тебя карает наш владыка за оскорбление, которое ты нанесла ему, хотя он тебя ничем не оскорблял». Вместе с тем Ксеркс не потерял чувство реального и по окончании экзекуции заметил: «Как жаль, что стихии подвластны не царям, но только богам!». Однако следующая переправа персидских войск прошла успешно.
Конгресс греческих полисов собрался вновь весной 480 года до н. э. Представители из Фессалии предложили грекам сделать попытку остановить войско Ксеркса в узком ущелье Темпе на границе Фессалии и Македонии. В Фессалию морем было направлено 10 тысяч гоплитов для защиты ущелья. Симпатизировавший грекам Александр, царь Македонии, который до этого признал верховную власть персидского царя, предупредил войско греков о наличии обходного пути. Через несколько дней греки отплыли обратно. Вскоре после этого Ксеркс со своей армией переправился через Геллеспонт.
После этого афинским стратегом Фемистоклом был предложен другой план действий. Путь в южную Грецию (Беотию, Аттику и Пелопоннес) проходил через узкое Фермопильское ущелье. В нём греческое войско могло удерживать превосходящие по численности силы противника. Для предотвращения обхода ущелья с моря афинским и союзным кораблям следовало контролировать узкий пролив между островом Эвбея и материковой Грецией (впоследствии, практически одновременно с Фермопильским сражением, там состоялась морская битва при Артемисии). Данная стратегия была одобрена общегреческим конгрессом, хотя представители некоторых пелопоннесских городов были не согласны с таким решением. Они считали, что лучшим будет все силы направить на защиту коринфского перешейка, соединяющего Пелопоннесский полуостров с материком. Женщин и детей из оставленных Афин они предлагали эвакуировать в другие города.
Предложение защищать только Коринфский перешеек было неприемлемо для греков из полисов вне Пелопоннеса. Оборона Коринфского перешейка означала сдачу Афин во власть Ксеркса. Афиняне, на что указывал Фемистокл, в таком случае отплыли бы со всем своим флотом в Италию искать новое место для поселения. В случае выхода из войны афинян греки лишились бы большей части своих морских сил. При таком развитии событий персы могли безопасно переправить морским путём свои силы на полуостров и атаковать греческие войска на перешейке с тыла. Сходные с Фемистоклом мысли высказывала царица Артемисия, советовавшая Ксерксу двинуться с войсками на Пелопоннес.
Для греков основной задачей было задержать продвижение персидской армии на территорию Эллады. При обороне узкого Фермопильского прохода греки могли надеяться решить эту стратегическую задачу. Расположив свои силы в самых узких местах на пути морской и сухопутной армий Ксеркса (Фермопилы и пролив около мыса Артемисий), греки нивелировали численное превосходство противника. В отличие от греков персы не могли стоять на месте, так как для снабжения их армии требовалось большое количество пищи, которая добывалась на занятых территориях. Поэтому персам для успеха кампании было необходимо прорваться через Фермопильское ущелье.
Персидской армии, численность которой современные историки оценивают в 200—250 тысяч человек, противостояло, по различным данным от 5200 до 7700 греков. В первые 2 дня сражения греки успешно отбивали атаки персов в узком ущелье, но к последнему, 3-му дню сражения большинство защитников ушло, опасаясь окружения. На месте остались лишь отряды спартанцев, феспийцев и фиванцев, общим числом около 500 воинов. Из-за предательства местного жителя персы зашли к грекам в тыл и уничтожили их.
Согласно Геродоту, в проливе между островом Эвбея и материком, около мыса Артемисий, собрался 271 греческий корабль. Во время этой битвы погодные условия для греков оказались крайне благоприятными. По пути к Артемисию персидский флот попал в сильный шторм, во время которого разбилось много кораблей. Когда эллины увидели огромный флот противника, то они устрашились и решили бежать. Фемистокл выступил резко против этого предложения. Он сумел убедить остальных эллинов.
Видя перед собой небольшой греческий флот, персы считали свою победу неоспоримой. Для того, чтобы не допустить бегство греков, они решили отправить 200 кораблей в обход Эвбеи. Планы персов стали известны грекам от перебежчика. Не дожидаясь окружения, союзный флот эллинов неожиданно для персов напал на их основные силы и нанёс им существенный урон. С наступлением темноты начался шторм, в результате которого находившиеся в открытом море 200 персидских кораблей, плывших для окружения греков, разбились о прибрежные скалы.
Греки продолжали 2 дня успешно атаковать персидский флот, пока не получили сообщение о гибели царя Леонида и 300 спартанцев в Фермопильском сражении. После этих печальных для эллинов новостей они стали отступать.

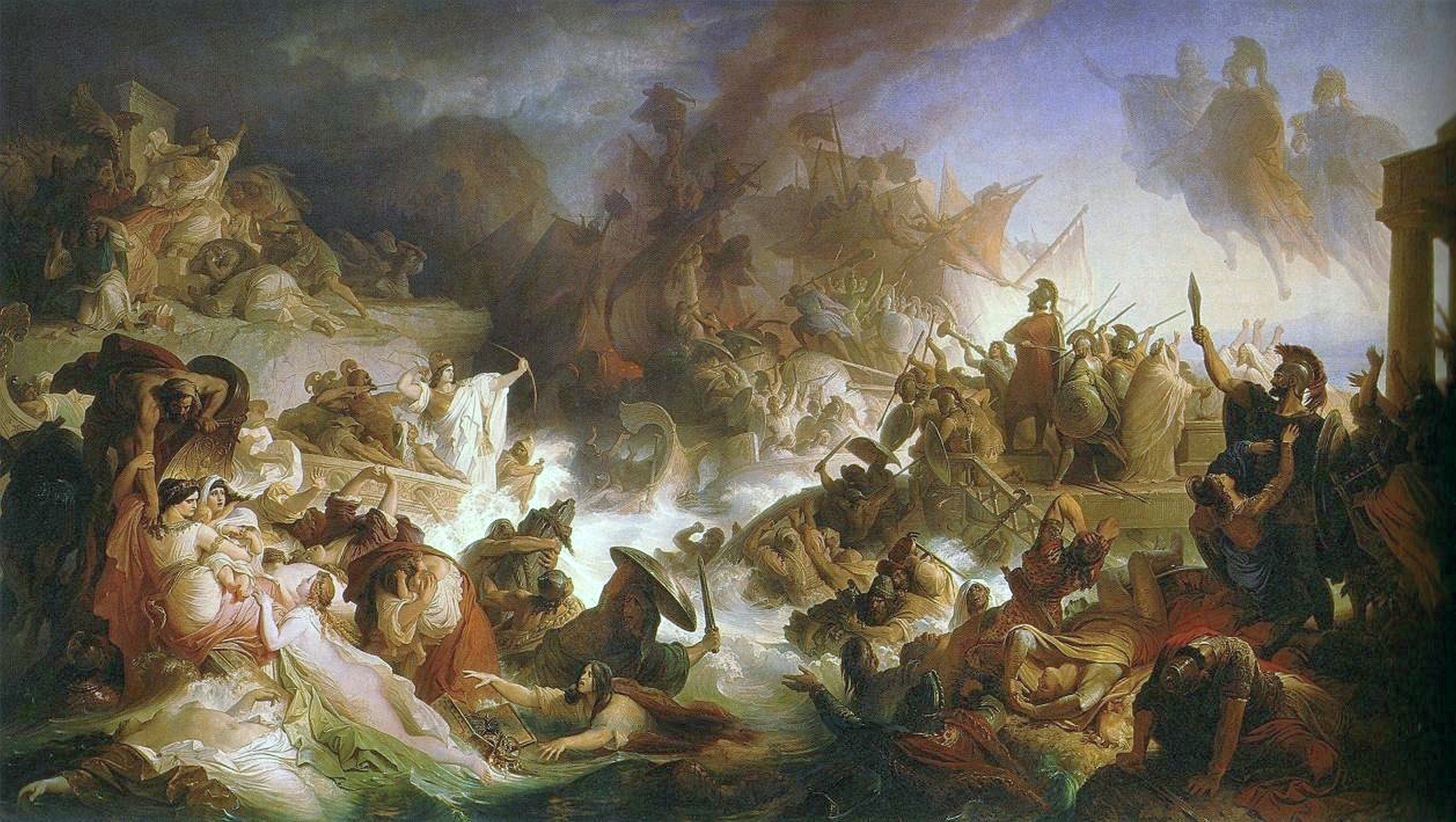
Картина Вильгельма фон Каульбаха «Битва при Саламине» 1868 года

После поражения греков под Фермопилами путь на Афины и Пелопоннес для персов был открыт. Воины из пелопоннесских городов стали в спешном порядке собираться на Коринфском перешейке и укреплять его. От Артемисии союзные корабли отплыли к острову Саламину. У Фемистокла возник план действий, который в конечном итоге обеспечил победу греков над персами. Чтобы воплотить его в жизнь, ему пришлось проявить всю свою хитрость и ораторский дар.
Незадолго до вступления персов на территорию Аттики афиняне отправили послов в Дельфы, чтобы спросить у оракула о дальнейших событиях. Пророчество оказалось самым мрачным и предвещало неминуемую гибель. Такой ответ оракула глубоко опечалил послов. Они решили вернуться к оракулу в качестве «умоляющих бога о защите». Следующее прорицание пифии оказалось не намного лучше. Однако оракул содержал фразы, которые затем успешно использовал Фемистокл для того, чтобы убедить афинян переселиться на расположенный рядом с Афинами остров Саламин:
Лишь деревянные стены даёт Зевес Триптогенее 
Несокрушимо стоять во спасенье тебе и потомкам
Остров божественный, о Саламин, сыновей своих жён ты погубишь
Фемистокл сумел на народном собрании убедить афинян, что «деревянные стены» — афинские корабли, а «гибель сыновей» относится к персам, так как в ином случае оракул сказал бы «несчастный Саламин», а не «божественный». В 1960 году была найдена и опубликована табличка с декретами Фемистокла. Её содержание во многом совпадает с записями античных классиков. В ней говорится о мобилизации всего мужского населения, об эвакуации женщин, стариков и детей на остров Саламин и в Трезен, о возвращении изгнанных из Афин граждан для общей борьбы.
Во время всеобщей неразберихи из храма пропала как священная змея, так и драгоценная эгида Афины. Фемистокл и эти события сумел использовать для воплощения своих планов. Он объяснил пропажу змеи тем, что богиня покинула город и указывает афинянам путь к морю. Для поиска драгоценности Фемистокл приказал обыскивать поклажу граждан и изымать чрезмерное количество денег, которые убегающие из города жители увозили с собой. Эти средства переходили в общественное пользование, и ими выплачивалось жалованье экипажам кораблей.
Плутарх весьма подробно описывает колебания греков за несколько дней до битвы. Главным начальником флота был спартанец Еврибиад. Он хотел сняться с якоря и плыть к Коринфскому перешейку, на котором находилось сухопутное войско пелопоннесцев. Фемистокл понимал, что узкие проливы нивелируют численное превосходство флота Ксеркса. Соответственно он возражал Еврибиаду.

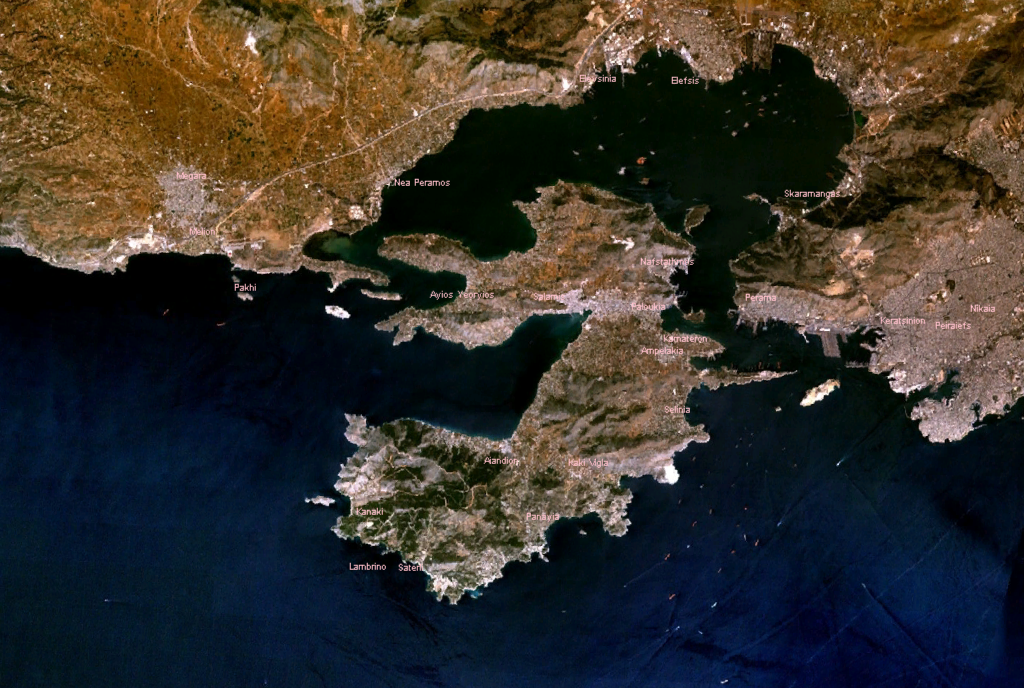
Вид острова Саламин

Своими доводами Фемистокл смог на несколько дней отсрочить отплытие союзного флота. Однако, когда неприятельский флот подошёл к Фалерской гавани, а на берегу появилось громадное персидское войско, греки решили бежать. Фемистокл, недовольный тем, что эллины упустят возможность воспользоваться выгодами местоположения и узких проливов, решился на беспрецедентную для мировой истории хитрость. Он отправил одного из своих доверенных рабов, Сикинна, перса по национальности, к Ксерксу с сообщением:
Афинский военачальник Фемистокл переходит на сторону царя, первый извещает его о том, что эллины хотят бежать, и советует не дать им убежать, а напасть на них, пока они находятся в тревоге по случаю отсутствия сухопутного войска, и уничтожить их морские силы.
Ксеркс повелел созвать военный совет и обсудить планы дальнейшего завоевания Греции. Большинство военачальников советовало дать грекам сражение в узких проливах около Саламина. Лишь сопровождавшая войско персов царица Артемисия советовала отказаться от сражения. Согласно Геродоту, приводимые ею доводы были весьма схожими со словами Фемистокла. Она просила передать Ксерксу, что, согласно её мнению, греческий флот долго сопротивляться не сможет и эллины вскоре разбегутся по своим городам. Продвижение в сторону Пелопоннеса и Коринфского перешейка принесёт армии персов безоговорочную победу. Ксеркс решил последовать мнению большинства военачальников и навязать эллинам сражение.
Пока военачальники эллинов продолжали жаркий спор, персы начали их окружение. Во время этих споров с Эгины прибыл Аристид, с трудом избежав преследования персидских сторожевых кораблей. Когда греки поняли, что их окружили, то им уже ничего не оставалось, кроме как готовиться к сражению.

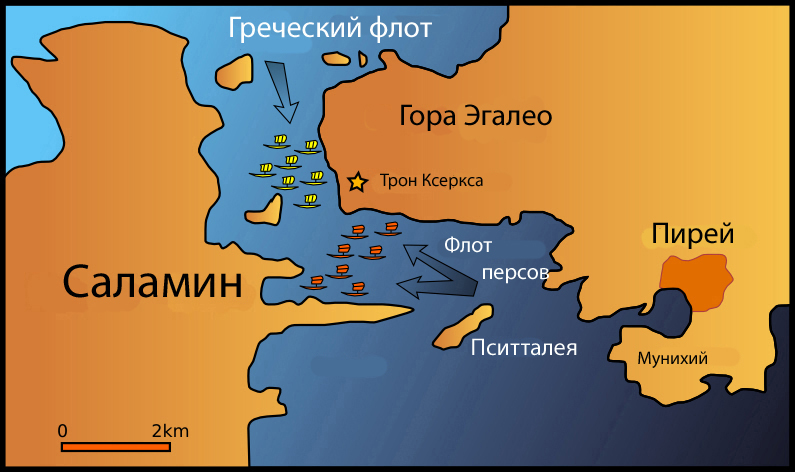
Битва при Саламине

В результате битвы греки, используя узость проливов, смогли разбить превосходящие силы персов. Битва при Саламине стала поворотным событием в греко-персидских войнах. Многие историки называют битву при Саламине одним из самых важных сражений истории. Греки, ранее уступавшие персам как в сухопутных, так и морских силах, получили преимущество на море. Согласно Геродоту, Ксеркс испугался, что греческие корабли поплывут к Геллеспонту и преградят ему путь обратно. Согласно Плутарху, после сражения между греческими военачальниками состоялся совет. Фемистокл предложил разрушить мосты в Геллеспонте, чтобы «захватить Азию в Европе». Аристид оппонировал ему, сказав, что, запертые на Балканском полуострове, персы будут сражаться более ожесточённо. Фемистокл согласился с Аристидом и для того, чтобы поскорее изгнать Ксеркса из Греции, предпринял очередную хитрость. Он отправил к царю лазутчика с сообщением о том, что греки хотят разрушить мосты. Испуганный Ксеркс стал поспешно отступать.

## 479 год до н. э.
Один из главных военачальников Ксеркса Мардоний обратился к царю с просьбой оставить ему часть сухопутного войска для дальнейшей войны. После недолгих раздумий Ксеркс согласился. Мардоний со своей армией остановился на зимние квартиры в Фессалии и Беотии, а афиняне смогли вернуться в разграбленный город. Зимой греческие союзники вновь собрались в Коринфе для празднования победы и обсуждения дальнейших военных действий.
Афины оказались в сложном положении ввиду близкой опасности со стороны персидской армии Мардония, в то время как спартанцы находились на Пелопоннесе и строили оборонительные сооружения на Истме. Мардоний вступил в переговоры с афинянами и предложил им сепаратный мир. При обсуждении в Народном собрании Аристид настоял на том, чтобы отказать персам. Тогда Мардоний занял Афины, а афинянам вновь пришлось эвакуироваться на Саламин. В Спарту по предложению Аристида было отправлено посольство (Кимон, Ксантипп и Миронид) с требованием о помощи. Была высказана угроза, что в случае отказа «афиняне сами найдут средство спасения». В результате войско во главе с регентом малолетнего сына погибшего царя Леонида Плистарха Павсанием отправилось в поход.
В Беотию было направлено афинское ополчение численностью 8 тысяч человек под командованием Аристида. Плутарх утверждал, что Аристид был стратегом-автократором (стратегом с неограниченными полномочиями на время ведения боевых действий). Битва при Платеях закончилась сокрушительным поражением персов.

## Последствия
Битва при Платеях положила конец второй греко-персидской войне. По преданию, в тот же день произошло сражение при мысе Микале в Ионии. Победа при Микале уже открывает собой новый этап персидских войн — наступление Афин на Персию. Афиняне решили освободить все греческие города на Геллеспонте. Леотихид с пелопоннесцами вернулся на родину; афиняне вместе с ионийцами овладели Херсонесом Фракийским. Родос и соседние острова были заняты греками.
В 478 до н. э. пелопоннесский флот под начальством Павсания отнял у персов часть Кипра и Византий. Афиняне стали в глазах греков Востока спасителями от персов, а Спарта, отказавшаяся от распространения союза на прибрежные ионийские города, утратила популярность среди ионийцев. Кроме того, пелопоннесцы вообще вели уклончивую политику на море, да и нравы их были несимпатичны малоазийским грекам. Положение спартанского полководца Павсания среди недовольных ионийцев было тягостное, в особенности когда он стал вести двусмысленные переговоры с Персией и надменно обращаться с союзниками. Его распоряжениям отказались повиноваться; командование было предложено афинянам (477 до н. э.). Спартанцы отозвали Павсания и свои корабли. С этого времени афиняне, создавшие Делосский союз, продолжали наступление на греческие территории, оказавшиеся под властью Персии.

### Исследования
- Курциус Э. История Древней Греции. — Минск: Харвест, 2002. — Т. 2. — 416 с. — 3000 экз. — ISBN 985-13-1119-7.
- Сергеев В. С. История Древней Греции. — М.: АСТ, 2008. — С. 319—322. — 926 с. — 3000 экз. — ISBN 978-5-17-052484-6.
- Ставнюк В. В. Социально-политическая деятельность Фемистокла. — М.: Автореферат на соискание учёной степени кандидата исторических наук, 1988.
- Суриков И. Е. Аристид: политик вне группировок // Античная Греция : политики в контексте эпохи. — М.: Наука, 2008. — С. 167—168. — 383 с. — ISBN 978-5-02-036984-9.
- Суриков И. Е. Фемистокл: Homo novus в кругу старой знати // Античная Греция : политики в контексте эпохи. — М.: Наука, 2008. — С. 167—168. — 383 с. — ISBN 978-5-02-036984-9.
- Ушакова О. Д. Великие битвы. — СПб.: Литера, 2006. — С. 71—73. — ISBN 5-94455-369-3.
- Штенцедь А. Гл. II. Морское могущество Афин. Сражение при Саламине // История войн на море. В 2-х т = Петроград, — 1918 / A.Stenzel - H.Kirchoff, Seekriegsgeschichte in ihren wichtingsten Abschnitten mit Berucksichtigung der Seetaktik, sv. I-VI, Hannover, 1907—1911. — Изографус, ЭКСМО-Пресс, 2002. — Т. 1. — С. 109—120. — 5000 экз. — ISBN 5-94661-036-8.
- Лекция 8: Греко-персидские войны // История Древнего Мира / Под редакцией И. М. Дьяконова, В. Д. Нероновой, И. С. Свенцицкой. — 2-е. — М.: Издательство «Наука», 1983. — Т. 2. Расцвет Древних обществ.
- Коннолли П.. Греко-персидские войны: Битва при Саламине. сайт www.roman-glory.com (28 ноября 2008). Дата обращения: 6 января 2012. Архивировано 17 февраля 2012 года.
- Fehling, D.[нем.]. Herodotus and His "Sources": Citation, Invention, and Narrative Art / Translated by J. G. Howie. — Leeds: Francis Cairns, 1989.
- Finley, Moses. Introduction // History of the Peloponnesian War / Thucydides. Translated by Rex Warner. — London: Penguin, 1972. — ISBN 0-14-044039-9.
- Holland, Tom. Persian Fire: The First World Empire and the Battle for the West. — New York: Doubleday, 2006. — ISBN 0385513119.
- Lazenby J. F. The Defence of Greece 490–479 BCE. — Aris & Phillips Ltd, 1993. — ISBN 0-85668-591-7.
- Strauss, Barry[англ.]. The Battle of Salamis: The Naval Encounter That Saved Greece—and Western Civilization. — New York: Simon and Schuster, 2004. — ISBN 0-7432-4450-8.
- Wallinga H. T. Xerxes’ Greek Adventure: the naval perspective. — Leiden — Boston: Brill Academic Publishers, 2005. — 178 p. — ISBN 90-04-14140-5.